# Tutmonda Esperantista Junulara Organizo
Tutmonda Esperantista Junulara Organizo (TEJO) är en organisation för unga (35-åriga och yngre) esperantotalare med individuella medlemmar och medlemmar i nationella organisationer. Det finns fler än 42 medlemsorganisationer plus cirka 13 nationella organisationer med vilka TEJO har kontakter men som ännu inte är medlemmar. 
TEJO organiserar "Internationella ungdomskongressen" (Internacia Junulara Kongreso, IJK) varje år på olika platser på jorden. IJK är en veckolång händelse med konserter, presentationer och utflykter som ungdomar från hela världen deltar i. TEJO organiserar också ungdomsseminarier varje år. Seminarierna samlar en internationell grupp ungdomar för att diskutera ett aktuellt tema. Tidigare seminarier har handlat om mänskliga rättigheter, globalisering, språkproblem och Internet. Seminarierna varar en vecka och har oftast träningsinslag för att deltagarna även ska få nya färdigheter.
TEJO ger ut två tidskrifter, Kontakto och TEJO Tutmonde, samt även webbulletinen TEJO-aktuale. Kontakto är en tidskrift som riktar sig till unga läsare och innehåller artiklar om allmänna teman på enkelt språk. TEJO Tutmonde är en tidskrift med nyheter om internationella ungdomsesperantoaktiviteter. TEJO-aktuale informerar om nyheter från hela esperantogemenskapen. 
TEJO organiserar också Pasporta Servo, ett nätverk av värdar som tar emot esperantotalande gäster gratis. 

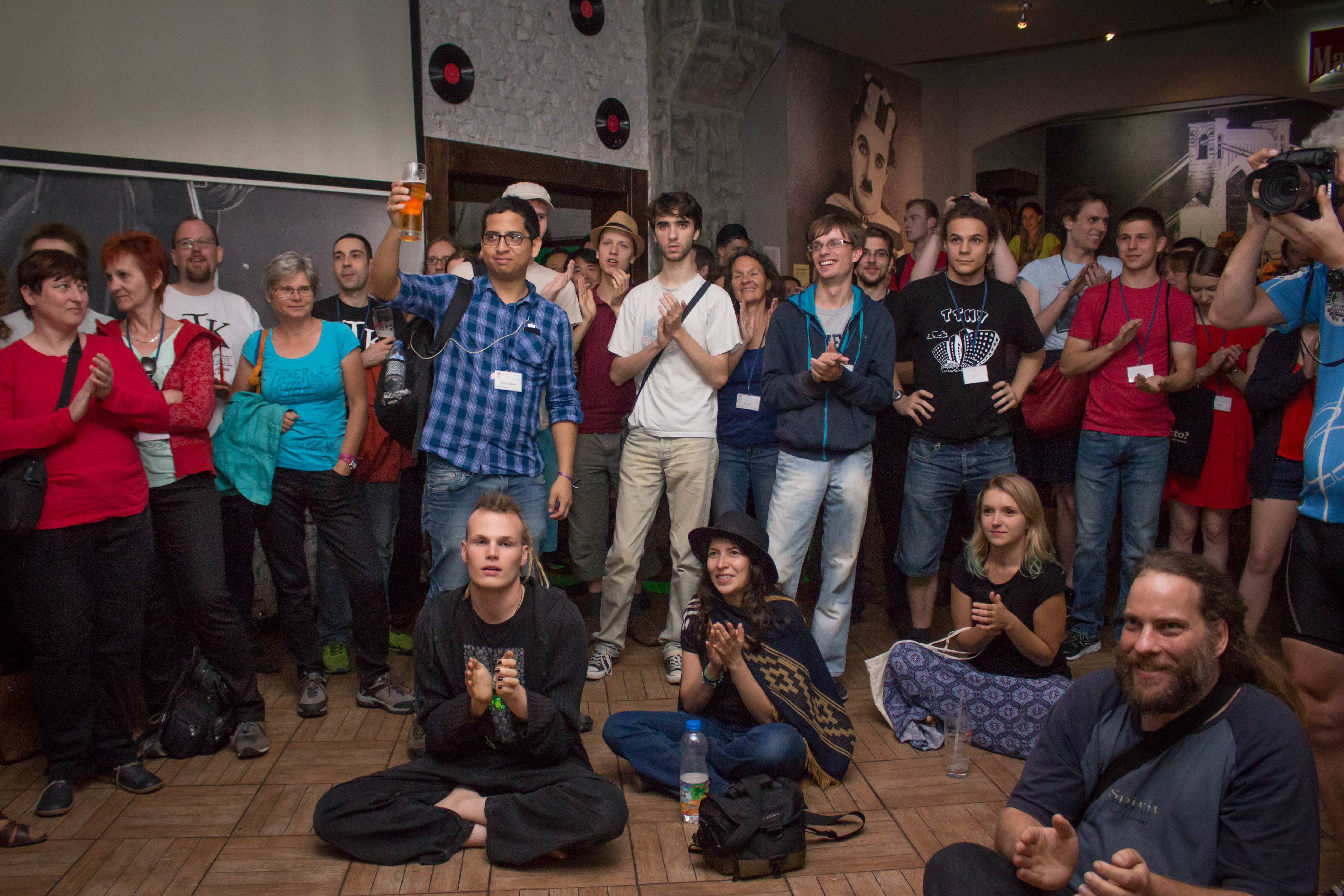
Internationell ungdomskongress i Wrocław 2016

## Historia
TEJO började som en grupp som mestadels bestod av esperantolärare. Två nederländska lärare, paret E. Van Veenendaal, organiserade en sammankomst 1938 i Groet, Nederländerna, för esperantotalande barn från 10 länder: la Internacia Junulara Kunveno. Under denna sammankomst föddes 14 augusti, Tutmonda Junular-Organizo (TJO), med målsättningen att propagera för esperanto, arrangera internationella möten och arbeta för esperanto i skolor. 1939 skedde en andra sammankomst, i den belgiska orten Tervuren (nära Bryssel).
TJO mötte dock ett tidigt slut på grund av andra världskriget. Det återupplivades inte förrän 1945, då dess tidskrift La Juna Vivo gavs ut på nytt, och en Internacia Junulara Kongreso arrangerades i Ipswich, Storbritannien 1947.
Snart blev TJO mer som en ungdomsorganisation när fler ungdomar började leda dess arbete. 1951 bestod styrelsen helt av ungdomar - innan dess hade ordföranden från 1938 och framåt varit läraren Pieter Krijt från Nederländerna. I samband med detta nya steg ändrade organisationen officiellt sitt namn till det nuvarande, Tutmonda Esperantista Junulara Organizo, 1952.
1956 blev TEJO ungdomssektionen i UEA. 1971 integrerades finanserna och administrationen av TEJO helt med UEA:s. 
Inom TEJO, liksom inom ungdomssamhället i allmänhet, var det sena 1950-talet och 1960-talet en tid av förändringsvilja och politisk inriktning. TEJO organiserade sin första kongress i ett kommunistiskt styrt land (den femtonde IJK i Gdańsk, Polen, 1959), skapade sin första arbetsplan, började ge ut en internationellt samhällskulturell tidskrift för ungdomar på esperanto, som fortfarande utkommer (Kontakto), och införde från Argentina ett världsomspännande system av värdar för resande esperantotalare, Pasporta Servo.
Då de skapat en bas började TEJO upprätta förbindelser med andra ungdomsorganisationer. Kommissionen för externa relationer, som samarbetar med andra ungdomsorganisationer, började bli särskilt aktiv under denna period. Förutom att ge ut ett nyhetsbrev som riktade sig till andra organisationer organiserade den det första av flera seminarier om sociokulturella problem, i september 1965 i Jugoslavien.
TEJO fortsatte att bli starkare och utvecklade sitt arbete under 1970- och 1980-talen, och förbättrade de tjänster och projekt som redan erbjöds. Ett stort steg i TEJO:s utveckling var att organisera seminarier om nutida sociala teman för ungdomar vid Europeiska ungdomscentret i Strasbourg i Frankrike, och även fortsatt samarbete med europeiska ungdomsorganisationer. 
På 1980-talet kom ett kontroverst förslag om TEJO:s framtid när två styrelseledamöter, Elizabeth Schwartzer och Martin Haase, föreslog en plan som i stort sett avskaffade TEJO och gav UEA ansvaret för att leda dess arbete. Detta förslag antogs dock inte. Den största händelsen på 1980-talet var esperantos hundraårsjubileum 1987, som TEJO firade bland annat med den största IJK som hittills organiserats, i Kraków i Polen 1987.
Sedan dess det hänt en hel del, bland annat har TEJO blivit en juridiskt självständig organisation, även om samarbetet med UEA fortfarande är tätt. 2017 ägde den första internationella ungdomskongressen i Afrika rum, i Aneho i Togo. 